# Avondale, Missouri
Avondale är en ort i Clay County i delstaten Missouri, USA.